# Mediajo
Mediajo es un vértice geodésico situado en el municipio cántabro de Vega de Liébana (España). Está en el extremo noroeste del cordal de la Peña Bistruey. Su altitud es de 998,20 m s. n. m. en la base del pilar. Desde  la vega de Liébana, debe seguirse la carretera que va hacia Potes. A los cinco kilómetros aproximadamente, una carretera local se dirige a Tudes. Desde allí hay que tomar una pista, apta para vehículos todo terreno, en dirección norte, atravesar un cortafuegos y, a unos 750 metros, está el vértice. 